# Botevgrad
Botevgrad (bulgariska: Ботевград) är en ort i Bulgarien.   Den ligger i kommunen Obsjtina Botevgrad och regionen Sofijska oblast, i den västra delen av landet, 40 km nordost om huvudstaden Sofia. Botevgrad ligger 363 meter över havet och antalet invånare är 20 909.
Terrängen runt Botevgrad är varierad. Botevgrad är det största samhället i trakten.